# Ein ganz normaler Tag (2019)
Ein ganz normaler Tag ist ein Fernsehfilm von Ben Verbong aus dem Jahr 2019.

## Handlung
Der erste Fall der jungen Staatsanwältin Jessica Maurer scheint auf den ersten Blick klar zu sein: Am helllichten Tag wird in der Straßenbahn mit etlichen Passanten ein Schwarzer von zwei Jugendlichen provoziert, verspottet und verprügelt. Das Täterduo wird noch am Tatort gestellt und verhaftet, das Opfer liegt im Koma. Trotz des eindeutigen Tathergangs fehlen Beweismittel, da die Zeugen entweder ihre Aussage mildernd korrigieren oder gar nichts mehr gesehen haben wollen. Jessica setzt nur alles auf einen Ortstermin, an dem sich alle Beteiligten sowie Richter und Verteidiger in einer Straßenbahn versammeln, um den Tathergang zu rekonstruieren.

## Produktion
Ein ganz normaler Tag bildet nach Lautlose Tropfen und Dein Leben gehört mir den Abschluss einer Trilogie, die der Fernsehsender Sat.1 zur Aktion #WirZeigenHaltung bestellte. Der von der Kölner Produktionsfirma Zeitsprung Pictures hergestellte Film lief auf dem FernsehfilmFestival Baden-Baden und hatte seine TV-Premiere am 8. April 2019 auf Sat.1. Er erzielte eine Quote von 5,4 % und wurde damit während der Erstausstrahlung von 1,61 Mio. Zuschauer gesehen.

## Rezeption
TV Spielfilm bewertete den Film als „nervenaufreibend, berührend und leider realistisch“ und schrieb: „Jedes boshafte Wort, jeder Tritt: Der Zuschauer erlebt ungeschönt und ungekürzt die komplette Eskalation in der Straßenbahn mit.“ Trotz kleiner Längen und Unstimmigkeiten fessele das Drama und werfe die Frage auf: „Was hätte ich getan?“ Laut Matthias Jordan von kulturnews.de gehe es dem Regisseur „um die frustrierende Auseinandersetzung mit den Grenzen des Rechtssystems.“
Auf Tilmann P. Gangloff wirkte die gerade 29 Jahre alte Schauspielerin Sonja Gerhardt fast zu jung für die Rolle der Staatsanwältin. „Andererseits“, schrieb er auf dem Onlineportal der evangelischen Kirche evangelisch.de: „ist gerade die Jugendlichkeit wichtig für die Figur, weil Jessica Maurer die Abgebrühtheit einer erfahrenen Juristin fehlt. Entsprechend emotional reagiert sie auf die Achterbahnfahrt, die sie durchlebt: hier die Freude über die Herausforderung durch einen Fall, der Schlagzeilen gemacht hat, dort die Rückschläge, als die Zeugen umfallen.“ Die einzige schwache Szene des Films sei laut Gangloff eine Art Epilog, in dem Maurer am Ende vor der Presse „noch mal in Worte fasst, was die knapp neunzig Minuten längst vermittelt haben.“
Diverse Anspielungen auf die rechte Gesinnung von Tätern und latenten Rassisten wirken laut Rainer Tittelbach „formelhaft“ und „eher kontraproduktiv für den konkreten Fall.“ Sie laufen Gefahr, von der Tat abzulenken. „Ähnlich aufgesetzt ist die kurze Episode aus dem Berufsalltag der Drogerieverkäuferin, die allzu deutlich der #MeToo-Debatte geschuldet ist.“ Handlungsverlauf und Charaktere seien zudem hundertprozentig durchschaubar. Positiv hob Tittelbach hervor, dass das Gerichtsdrama auf lange Zeugenbefragungen verzichte. Denn weder Zeugen noch Angeklagte seien Wortkünstler. Zu knacken seien „alle diese Beteiligten nur emotional. Von daher ist der Ortstermin, der die traumatische Situation wiederaufleben lässt, eine sehr gute Idee.“
Der Filmdienst nannte Ein ganz normaler Tag ein „lehrfilmhaftes Drama, das darauf aus ist, ein Hohelied auf Zivilcourage anzustimmen. Trotz des überzogen positiven Schlusses gelingen dem Film durchaus packende Momente, insbesondere in der Darstellung des Ohnmachtsgefühls der Staatsanwältin angesichts der brutalen Gewalttäter“.